# 717e division d'infanterie
La  717e division d'infanterie (en allemand : 717. Infanterie-Division ou 717. ID) est une des divisions d'infanterie de l'armée allemande (Wehrmacht) durant la Seconde Guerre mondiale.

## Création
La 717. Infanterie-Division est formée le 11 avril 1941 dans l'ouest de l'Autriche avec du personnel venant du Wehrkreis XVII en tant qu'élément de la 15. Welle (15e vague de mobilisation).
Elle est transférée en mai 1941 en Yougoslavie où elle prend part à des opérations de sécurité et de luttes anti-partisanes.
Pendant ses opérations en Serbie, son Infanterie-Regiment 749 avec l'Infanterie-Regiment 724 de la 704. Infanterie-Division prennent part aux massacres de plus de 2 300 civils de la ville de Kragujevac le 20 et 21 octobre 1941 en représailles d'attaques de partisans. Ce crime de guerre est connu sous le nom de massacre de Kragujevac.
Le 1er avril 1943, elle est réorganisée et renommée 117. Jäger-Division.

## Organisation

### Commandants
| Date                                 | Grade           | Commandant           |
| ------------------------------------ | --------------- | -------------------- |
| 17 mai 1941 - 1er novembre 1941      | Generalmajor    | Paul Hoffmann        |
| 1er novembre 1941 - 1er octobre 1942 | Generalleutnant | Dr. Walter Hinghofer |
| 1er octobre 1942 - 1er avril 1943    | Generalleutnant | Benignus Dippold     |

### Officiers d'opérations (Generalstabsoffiziere (Ia))
| Date                             | Grade               | Commandant        |
| -------------------------------- | ------------------- | ----------------- |
| Avril 1941 - Février 1943        | Oberstleutnant i.G. | Walter Hosterbach |
| 10 février 1943 - 1er avril 1943 | Oberstleutnant i.G. | Walter Barth      |

## Théâtres d'opérations
- Allemagne : Mai 1941 - Mai 1941
- Serbie et Croatie : Mai 1941 - Avril 1943
  - Opérations anti-partisans en Croatie
  - Opération Foča
  - Opération Fruška Gora

## Ordres de bataille
1941
- Infanterie-Regiment 737
- Infanterie-Regiment 749
- Artillerie-Abteilung 670
- Pionier-Kompanie 717
- Nachrichten-Kompanie 717
- Versorgungseinheiten 717